# Grzegorz Sapieha
Pour les articles homonymes, voir Maison Sapieha.
Grzegorz Sapieha, né vers 1560, mort en 1600, magnat de Pologne-Lituanie, membre de la famille Sapieha

## Biographie
Grzegorz Sapieha est le fils d'Iwan Iwanowicz Sapieha (1522- ~1580)

## Mariage et descendance
Il épouse Zofia Stravinska qui lui donne pour enfants:
- Aleksander Dadźbóg (1585-1635)
- Krzysztof Stefan (1590-1636)

## Sources
- (lt) Cet article est partiellement ou en totalité issu de l’article de Wikipédia en lituanien intitulé « Grigalius Sapiega » (voir la liste des auteurs).